# Vestmanna kommuna
Vestmanna kommuna er en kommune på Færøerne. Den ligger på den vestlige del af Streymoy, og omfatter øens næststørste by Vestmanna. Vestmanna kommuna blev udskilt fra Norðstreymoyar præstegælds kommune i 1872. 1. januar 2009 havde Vestmanna kommuna 1 256 indbyggere.

## Politik
Seneste kommunalvalg fandt sted 13. november 2012, og valgte nyt bygderåd med tiltrædelse 1. januar 2013. Der blev kun opstillet én liste, og Pauli T. Petersen blev ny borgmester, da han fik 14 stemmer mere end den siddende borgmester Karl A. Olsen. Valgdeltagelsen var 77,9%.
| Liste | Listenavn                           | Stemmer | Procent | Mandater | Mandater |
| ----- | ----------------------------------- | ------- | ------- | -------- | -------- |
| A     | Vestmanna-listin (Vestmanna-listen) | 677     | 100     | 7        | +5       |
|       | I alt                               | 688     | 100     | 7        | 0        |

| Liste A          | Liste A             | Liste A          |
| Vestmanna-listin | Vestmanna-listin    | Vestmanna-listin |
| Nr               | Kandidat            | Stemmer          |
| ---------------- | ------------------- | ---------------- |
| 1.               | Øssur Christiansen  | 39               |
| 2.               | Pauli T. Petersen   | 140              |
| 3.               | Malan Stórá         | 64               |
| 4.               | Karl A. Olsen       | 126              |
| 5.               | Jógvan Emil Nielsen | 35               |
| 6.               | John Zachariassen   | 56               |
| 7.               | Hilbert Elisson     | 71               |
| 8.               | Herit Magnussen     | 63               |
| 9.               | Durita á Heygum     | 66               |
| 10.              | Andrea J. Nielsen   | 17               |
|                  | Liste               | 0                |